# Cyril Charvát
Cyril Charvát (30. června 1906 Velké Meziříčí – 24. října 1974 Velké Meziříčí) byl český a československý politik Československé strany lidové, za kterou byl po roce 1945 poslancem Prozatímního Národního shromáždění a Ústavodárného Národního shromáždění. Po roce 1948 politicky a občansky pronásledován a vězněn.

## Biografie
Po ukončení reálného gymnázia ve Velkém Meziříčí učil na několika obecních školách. V roce 1930 složil doplňovací učitelské zkoušky, na základě kterých nastoupil jako učitel měšťanské chlapecké školy ve Velkém Meziříčí. Od poloviny 20. let se angažoval v ČSL a ve 30. letech se stal jednatelem místní organizace ČSL v Meziříčí. Za okupace udržoval styky s odbojovým hnutím. Roku 1941 ho zatklo gestapo a tři měsíce byl vězněn v Jihlavě. Po propuštění se znovu zapojil do odboje v podporou ilegální Rady tří. Po osvobození byl za ČSL zvolen prvním místopředsedou ONV v Jihlavě, předsedou městské organizace strany ve Velkém Meziříčí a členem krajské lidové rady v Jihlavě.
V letech 1945–1946 byl poslancem Prozatímního Národního shromáždění za lidovce. Po parlamentních volbách v roce 1946 se stal poslancem Ústavodárného Národního shromáždění, kde formálně setrval do voleb do Národního shromáždění roku 1948.
Po únoru 1948 formálně zůstal v parlamentu až do června 1948. Udržoval nadále přátelské vztahy s mnoha vyloučenými poslanci (Antonínem Fránkem, Josefem Tomáškem aj.). Koncem jara 1948 se zapojil do neformální skupiny některých stále aktivních (Jan Plesl) i bývalých (Fránek, Tomášek) poslanců, kteří postupně vytvořili volnou ilegální organizaci Modrý štít, udržující například kontakt s uprchlým poslancem Bohdanem Chudobou. V lednu 1949 ho zatkla Státní bezpečnost v nemocnici, kde se zotavoval po náročné operaci. V procesu se skupinou poslanců byl Státní soudem v Brně v listopadu 1949 odsouzen na doživotí. Propuštěn byl až na amnestii v roce 1960. Režim postihl i jeho rodinu, která byla násilně vystěhována z Velkého Meziříčí do opuštěné, polorozbořené samoty v osadě Bobrava. Po návratu z vězení se musel několik let zotavovat z úplného fyzického vyčerpání. Poté nastoupil jako manuální dělník do Okresního stavebního podniku ve Žďáru nad Sázavou. Na jaře 1968 v rozhovoru pro Lidovou demokracii podpořil demokratizaci ve straně a společnosti, odmítl se ale více angažovat.